# Britisch-Togoland
Britisch-Togoland war zwischen 1918 und 1957 ein Mandat des Völkerbundes bzw. Treuhandgebiet der Vereinten Nationen in Westafrika.

## Entstehung Britisch-Togolandes

Teilung Togolands nach dem Ersten Weltkrieg:

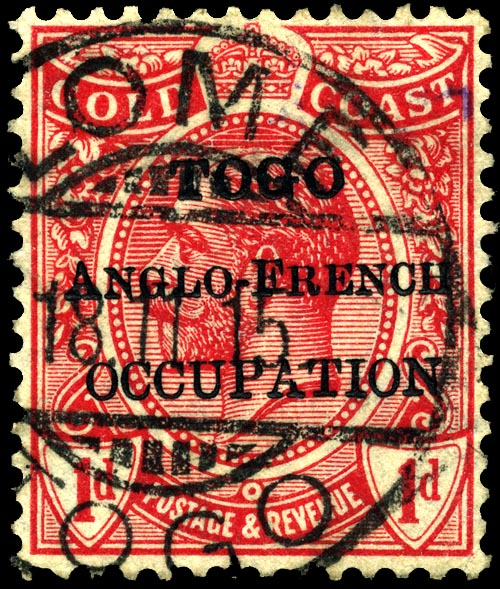
Briefmarke mit Aufdruck „Togo Anglo-French Occupation“ von 1915

Britisch-Togoland entstand als Ergebnis der Aufteilung der ehemaligen deutschen Kolonie Togo nach dem Ersten Weltkrieg. Ende August 1914, wenige Wochen nach dem Ausbruch des Kriegs, hatten Frankreich und Großbritannien diese deutsche Kolonie besetzt, nachdem sie zuvor das Angebot des deutschen Gouverneurs abgelehnt hatten, Togo als neutrales Gebiet zu akzeptieren. Der deutsche Gouverneur hatte für sein Angebot geworben, indem er auf „das schlechte Beispiel für die Eingeborenen“ hingewiesen hatte, wenn europäische Soldaten mit einheimischen Hilfstruppen aufeinander schießen. Französische Truppen waren dennoch in den Norden, britische Truppen in den Süden der Kolonie einmarschiert. Große Teile des Volkes der Ewe, die die Mehrheit in Südtogo stellten, hatten diese Aufteilung begrüßt, da sie nun unter britischer Herrschaft mit ihren Verwandten in der britischen Nachbarkolonie Goldküste vereint waren. Franzosen und Briten einigten sich jedoch auf eine Aufteilung in einen britischen West- und einen französischen Ostteil des Gebietes, wodurch das Volk der Ewe wiederum geteilt wurde, diesmal in einen britischen und einen französischen Teil.
1918 wurde der britische Teil durch Beschluss des Völkerbundes zum „Mandat Britisch-Togoland“, das der Goldküste als Trans-Volta-Togo eingegliedert wurde. Das Mandatsgebiet hatte eine Fläche von 33.798 Quadratkilometern.

## Eingliederung in den Staat Ghana

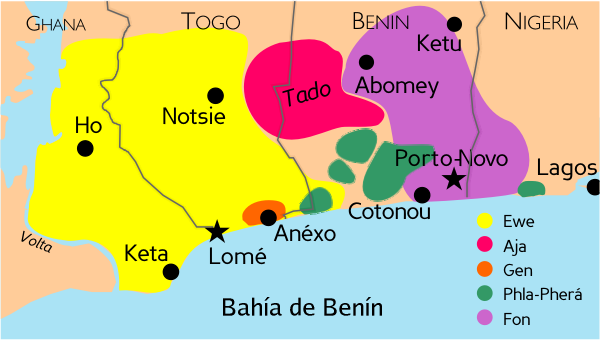
Ursprüngliche Verbreitung des Ewe, hinzu kommen heute die Ewe-Sprecher im Großraum Accra weiter westlich

Im Mai 1956 kam es zu einer Volksabstimmung in Britisch-Togoland, ob das Gebiet dem gerade entstehenden neuen Staat Ghana zugeschlagen werden solle. Die Mehrheit der Bevölkerung insgesamt sprach sich dafür aus, auch wenn die Mehrheit der Ewe (also die Mehrheit im Süden des Abstimmungsgebietes) dagegen stimmte. Britisch-Togoland wurde daraufhin 1957 gemeinsam mit der damaligen britischen Kolonie Goldküste als Teil des neuen Staates Ghana unabhängig, der Ewe-Nationalismus war jedoch lange Zeit ein Problem für den jungen Staat Ghana. So entstanden mehrere Rebellengruppen wie z. B. Togoland Unification Movement (Bewegung zur Vereinigung Togolands) und Ewe Unification Movement (Bewegung zur Vereinigung der Ewe).
Der französische Teil dagegen erlangte 1960 seine Unabhängigkeit unter dem Namen Togo.